# Elecciones presidenciales de Estados Unidos de 1896
En las elecciones presidenciales de Estados Unidos de 1896 el republicano William McKinley derrotó al demócrata William Jennings Bryan en una campaña considerada por los historiadores como una de las más dramáticas y complejas de la historia americana.
McKinley forjó una coalición en la que empresarios, profesionales, obreros calificados y agricultores prósperos eran representados en gran medida; McKinley era el más fuerte del Noroeste, Alto Medio Oeste y en la Costa del Pacífico. Bryan fue el candidato demócrata y del Partido Popular. Bryan era el más fuerte en el Sur, en Medio Oeste rural, y en los estados de las Montañas Rocosas.
Las cuestiones económicas incluyendo el bimetalismo, el patrón oro, la plata libre, y las tarifas, fueron cruciales. El director de la campaña republicana, Mark Hanna, promovió muchas técnicas de campañas modernas y facilitó por un presupuesto de $ 3,5 millones. Superó a Bryan por un factor de cinco. El rechazo del Partido Demócrata de los demócratas borbónicos (el ala pro-empresarial, representada por el presidente Grover Cleveland), sentó las bases para 16 años de control republicano de la Casa Blanca, que finalizó sólo mediante una división republicana en 1912 que terminó con la elección del demócrata, Woodrow Wilson. Aunque Bryan perdió las elecciones, la coalición de los "forasteros" dominó el Partido Demócrata hasta mediados del siglo XX, y desempeñaría un papel crucial en los programas económicos y liberales de los presidentes Woodrow Wilson, Franklin D. Roosevelt y Lyndon B. Johnson. McKinley ganó, y su política de promover el pluralismo, el crecimiento industrial, y el patrón oro determinó las políticas nacionales republicanas durante dos décadas.
- Datos: Q699201
- Multimedia: United States presidential election, 1896 / Q699201